# Trioza hyalina
Trioza hyalina är en insektsart som beskrevs av Crawford 1912. Trioza hyalina ingår i släktet Trioza och familjen spetsbladloppor. Inga underarter finns listade i Catalogue of Life.